# Кавабата, Томоэ
Томоэ Кавабата (яп. 川畑 和愛, род. 12 января 2002, Ниссин, Айти) — японская фигуристка, выступающая в одиночном катании. Бронзовый призёр чемпионата Японии (2020).
По состоянию на 20 апреля 2020 года занимает 59-е место в рейтинге Международного союза конькобежцев.

## Карьера
Томоэ Кавабата родилась 12 января 2002 года в городе Ниссин префектуры Айти, Япония. Заниматься фигурным катанием начала в возрасте шести лет. В ноябре 2014 года приняла участие в чемпионате Японии среди юниоров, по сумме двух программ расположилась на пятнадцатой строчке итогового протокола. На двух последующих юниорских национальных чемпионатах показала одинаковый результат — двадцать седьмое место. В январе 2018 году в немецком Оберстдорфе Кавабата одержала победу на международном турнире Bavarian Open в категории юниорок.
В сезоне 2018/2019 дебютировала в серии Гран-при среди юниоров. На первом этапе в Словакии заняла пятое место. Второй этап японка начала удачно — лидировала после исполнения короткой программы. Но в произвольной допустила ряд ошибок: упала на тройном лутце, выполнила «бабочку» на риттбергере, а также споткнулась во время исполнения дорожки шагов. Ошибки не позволили ей подняться выше пятого итогового места. Спустя месяц на национальном юниорском первенстве она стала бронзовой медалисткой, опередив ближайшую соперницу на 0,46 балла. Этот результат позволил Томоэ войти в состав сборной Японии на чемпионат мира среди юниоров в Загребе, где фигуристка стала двенадцатой.
Летом 2019 года сменила тренировочную группу. Её новыми тренерами стали Ютака Хигути и Юкина Ота. Постановщиком программ на предстоящий сезон выступил Стефан Ламбьель. В новом сезоне в рамках юниорского Гран-при, как и год назад, завершила оба этапа на пятой позиции. В ноябре стала вице-чемпионкой Японии среди юниоров, а на чемпионате Японии во взрослой категории Кавабата завоевала бронзовую медаль, уступив Рике Кихире и Вакабе Хигути.

## Спортивные достижения
| Соревнования                        | 14/15                       | 15/16                       | 16/17                       | 17/18                       | 18/19                       | 19/20                       |
| Международные среди юниоров         | Международные среди юниоров | Международные среди юниоров | Международные среди юниоров | Международные среди юниоров | Международные среди юниоров | Международные среди юниоров |
| ----------------------------------- | --------------------------- | --------------------------- | --------------------------- | --------------------------- | --------------------------- | --------------------------- |
| Чемпионаты мира среди юниоров       |                             |                             |                             |                             | 12                          | 14                          |
| Этапы юниорского Гран-при: Франция  |                             |                             |                             |                             |                             | 5                           |
| Этапы юниорского Гран-при: Польша   |                             |                             |                             |                             |                             | 5                           |
| Этапы юниорского Гран-при: Словакия |                             |                             |                             |                             | 5                           |                             |
| Этапы юниорского Гран-при: Словения |                             |                             |                             |                             | 5                           |                             |
| Bavarian Open                       |                             |                             |                             | 1                           |                             |                             |
| Национальные                        |                             |                             |                             |                             |                             |                             |
| Чемпионаты Японии                   |                             |                             |                             | 21                          | 10                          | 3                           |
| Первенство Японии среди юниоров     | 15                          | 27                          | 27                          | 6                           | 3                           | 2                           |